# Type 600 TELB
Le type 600 est un type d'automotrice pour tramway en service aux Tramways électriques de Lille et sa banlieue (TELB) sur le tramway de Lille.

## Histoire
Sept motrices sont construites dans les ateliers des TELB entre 1942 et 1948 en reprenant les trucks d'anciennes motrices type 900.

## Caractéristiques[1]
- Nombre : 7 ;
- Numéros : 600-606 ;
- Essieux : truck identique au type 900.